# Drei kehrten heim
Drei kehrten heim ist ein US-amerikanischer Kriegsfilm aus dem Jahre 1950.

## Handlung
Die US-Amerikanerin Agnes Newton Keith ist mit dem Briten Harry Keith verheiratet. Sie leben mit ihrem Sohn seit Jahren auf der Insel Borneo. Die Geschichte beginnt 1940. Agnes ist die einzige US-Amerikanerin auf Borneo. Seit Beginn des Zweiten Weltkrieges wartet die Bevölkerung auf eine japanische Invasion. Als dann die Nachricht vom Angriff der Japaner auf Pearl Harbor kommt, wird das Warten unerträglich. Fünf Wochen nach dem Überfall beginnt der Kampf um Borneo. Agnes und ihre Familie sitzen nun endgültig in der Falle. Die Japaner nehmen die Insel ein, und Agnes wird von ihrem Ehemann getrennt und kommt mit Sohn George in ein Gefangenenlager für Frauen und Kinder. Nun beginnen vier Jahre der Verzweiflung, in denen sich Agnes aufopferungsvoll um die Mitgefangenen kümmert, ständig bedroht von ihren japanischen Bewachern. Lediglich Oberst Suga begegnet ihr mit Respekt, obwohl er die Nachricht erhält, dass seine gesamte Familie durch amerikanische Bombenangriffe in der Heimat ums Leben gekommen ist.

## Hintergrund
Der Film entstand nach der Autobiographie von Agnes Newton Keith. Nunnally Johnson schrieb das Drehbuch nach dieser Biographie und produzierte den Film für die 20th Century Fox. Die Außenaufnahmen für den Film entstanden in Sandakan, Malaysia.

## Kritiken
„Leiden und Schicksale in einem Internierungslager für Frauen sind berührend dargestellt und eindrucksstark gespielt.“